# Hormona esteroidal
Les hormones esteroidals són esteroides que poden funcionar com a hormones. Les hormones esteroidals es poden agrupar en cinc grups segons els receptors al qual es poden unir: glucocorticoides, mineralocorticoides, andrògens, estrògens i progestàgens. Derivats de la vitamina D formen un sistema d'hormones relacionat amb receptors homòlegs, encara que, tècnicament, esterols en comptes d'esteroides.

## Síntesi

Esteroidogènesi amb els enzims i els intermediaris

Les hormones esteroidals naturals són generalment sintetitzades a partir del colesterol a les gònades i glàndules suprarenals. Aquests tipus d'hormones són els lípids. Poden travessar la membrana cel·lular, ja que són solubles en grasses, i fàcilment es poden combinar amb un receptor de proteïna el qual pot ser nuclear o del citosol depenent de l'hormona esteroide, per dur a terme canvis que es produeixen dins la cèl·lula. Les hormones esteroides generalment es duen en la sang units a proteïnes transportadores específiques tals com l'hormona sexual globulina transportadora de corticoesteroides o la globulina d'unió. Altres transformacions i el catabolisme tenen lloc al fetge, a altres teixits perifèrics i en els teixits diana.

## Esteroides sintètics i esterols
S'ha aconseguit sintetitzar esteroides sintètics i esterols. La majoria són esteroides, però, algunes molècules no esteroidals poden interaccionar com a receptors esteroides a causa de la seva forma similar. Alguns esteroides sintètics són més febles, i d'altres són més forts que els esteroides naturals, els receptors dels quals activen.
Alguns exemples d'hormones esteroides sintètiques són:
- Glucocorticoides: prednisona, dexametasona, triamcinolona
- Mineralocorticoides: fludocortisona
- Vitamina D: DTC
- Andrògens: oxandrolona, nandrolona (també coneguts com a esteroides anabòlics)
- Estrògens: dietilstilbrestol (DES)
- Progestines: noretindrona

## Efectes
Els esteroides duen a terme una àmplia varietat d'efectes mediats per la lentitud de genòmica, així com pels ràpids mecanismes de nongenòmic. S'uneixen a receptors nuclears als nuclis cel·lulars per accions genòmiques. Els receptors esteroides associats a la membrana cel·lular activen la transducció de senyal que està involucrats en les accions no genòmiques.
Com que els esteroides i els esterols són liposolubles poden passar fàcilment a través de difusió lliurement el lloc de la sang a través de la membrana cel·lular i al citoplasma de cèl·lules diana. En el citoplasma, els esteroides es poden o no es poden sotmetre una alteració enzimàtica controlada, com la reducció, hidroxilació, o aromatització. En el citoplasma, l'esteroide s'uneix a un receptor d'esteroides específic, a una llarga metal·loproteïna. En la unió d'esteroides de molts tipus de receptors es formen dímers: dues subunitats dels receptors s'uneixen per formar una unitat funcional de DNA vinculant perquè així pugui entrar al nucli cel·lular. En alguns dels sistemes hormonals coneguts, el receptor s'associa a una proteïna de xoc tèrmic, el qual s'allibera en la unió del lligand, l'hormona. Una vegada al nucli, el complex esteroide receptor lligand s'uneix a seqüències específiques de DNA i indueix la transcripció dels seus gens diana.

## Més informació
Simons SS Jr. What goes on behind closed doors: physiological versus pharmacological steroid hormone actions. Bioessays. 2008 Aug;30(8):744-56. PMID: 18623071